# Leovigildo Amaral Pereira

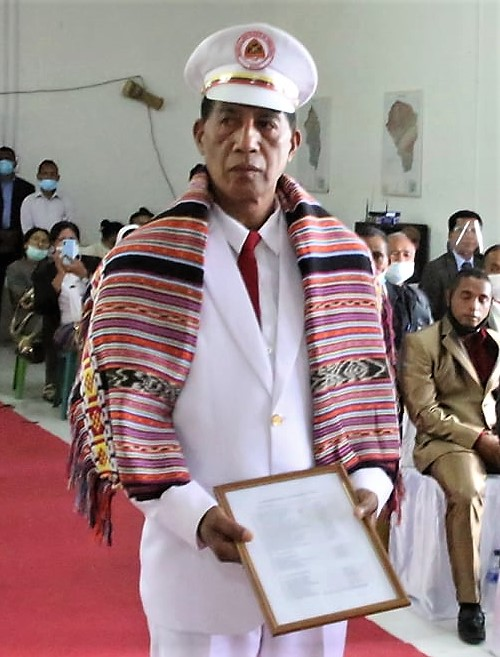
Leovigildo Amaral Pereira bei seiner Vereidigung zum Gemeindeadministrator Ainaros (2021)

Leovigildo Amaral Pereira (* 22. Januar 1961) ist ein leitender Beamter aus Osttimor.

## Werdegang
Pereira erhielt von der Universidade Oriental Timor Lorosa’e (UNITAL) einen Abschluss in Bildung und öffentlicher Verwaltung. Von Oktober 2016 bis Oktober 2012 war er Leiter der Behörde für Müll- und Abwasserentsorgung. Danach war Pereira Direktor des Integrierten Kommunalen Entwicklungsprogramms (Programa Dezenvolvimentu Integradu Munisipál PDIM), bevor er 2021 zum Administrator (Administrador) der Gemeinde Ainaro ernannt wurde. Das Amt hatte er bis 2024 inne.